# ساتي بيك
ساتي بَيْك (1345-1300) هي أميرة مغولية وابنة محمد أولجايتو وأخت أبي سعيد آخر مُلوك الدولة الإيلخانية في إيران، وتعدُ ساتي آخر أُمراء المَغول، بدأت ساتي حُكمها عام 1339 م، وعُزلت في عام 1340.
اتحد معها الأمير حسن كوجاك، وتزوجت الأمير تيمورتاش، وحين قَتل حَسن الأمير تيمورتاش اجتمع الأمراء وَعينوا ساتي، وضربوا السكة باسمها، وخضعت إيران وأذربيجان لحُكمها، غير أنَّ أحد أحفاد هولاكو دخل البلاد وعين أميراً عليها وتزوج ساتي غصباً عنها.